# NGC 3886
NGC 3886 este o galaxie lenticulară situată în constelația Leul. A fost descoperită în 9 mai 1864 de către Heinrich Louis d'Arrest. Se află la o distanță de 85,9 de megaparseci de Pământ.